# Le Chant du monde (film)
Pour les articles homonymes, voir Le Chant du monde.
Pour plus de détails, voir Fiche technique et Distribution.
Le Chant du monde est un film franco-italien réalisé par Marcel Camus, sorti en 1965, adaptation du roman éponyme de Jean Giono. Jean Giono lui-même avait écrit en 1942 un scénario pour un projet de film adapté de son roman, projet qu'il abandonna par la suite. Ce scénario abandonné a été publié en 1980 dans le tome I de ses Œuvres cinématographiques,. Mais c'est sur une autre adaptation, avec un scénario écrit par lui, que Marcel Camus a tourné son film.

## Synopsis
Deux clans de paysans s'affrontent dans les collines de Haute-Provence. Un rude paysan, Le Matelot, s'inquiète de ne pas voir revenir son fils, Le Besson, parti couper des arbres dans les hauteurs. Avec son ami Antonio Bouche d'or, qui vit seul sur une île, il part à la recherche de son fils.  En chemin, ils rencontrent dans un bois Clara (Catherine Deneuve), une jeune aveugle sur le point d'accoucher. Ils l'aident, la mettent à l'abri chez la mère Delarue; Antonio en tombe amoureux. Ils découvrent que Le Besson a enlevé Gina, avec son consentement. Or celle-ci est la fille du redoutable Maudru, le riche propriétaire des pâturages, et elle était promise au neveu de Maudru. Puis ils comprennent que Maudru mène avec ses bouviers une chasse à l'homme sans pitié contre le Besson. Une guerre s'engage, qui ne s'arrêtera qu'après plusieurs morts…
Le Besson évite un premier piège mais blesse mortellement le neveu de Maudru. Antonio et le Matelot rejoignent le couple traqué chez Toussaint, le guérisseur bossu, beau-frère du Matelot.
L'hiver est arrivé. Gina "la vieille", qui est la sœur de Maudru et la mère du mort, se joint à ceux qui veulent abattre le Besson. À la fin d'une fête villageoise, où Clara a retrouvé Antonio, le Matelot est battu à mort par les bouviers. Au comble de la fureur, le Besson, accompagné d'Antonio, met le feu à la ferme de Maudru.
Quand la vengeance et la violence auront fait leur œuvre, les beaux jours reviendront. Le Besson, Antonio et leurs compagnes rejoignent alors le Bas Pays et vont s'installer ensemble sur l'île d'Antonio. Cette fin heureuse contraste, volontairement pour ce qui est de Giono, avec l’âpreté générale de l’intrigue.

## Fiche technique
- Titre : Le Chant du monde
- Réalisation : Marcel Camus
- Scénario : Marcel Camus, d'après le roman éponyme de Jean Giono
- Photographie : Raymond Lemoigne (Eastmancolor format panoramique)
- Ingénieur du son : René Levert
- Musique : André Hossein
- Décors : Robert Giordani
- Montage : Andrée Feix
- Sociétés de production : Les Films Marceau, Cocinor, Orphée Productions
- Directeur de production : Michel Choquet
- Durée : 109 minutes
- Date de sortie :
  - France : 7 octobre 1965
- Affiche : Gilbert Allard (France)

## Distribution
- Charles Vanel : Marinau, le matelot
- Hardy Krüger : Antonio
- André Lawrence : Denis Le Besson
- Marilù Tolo : Gina
- Catherine Deneuve : Clara
- Serge Marquand : le neveu
- Reinhard Kolldehoff : Mandru
- Ginette Leclerc : Gina, la vieille
- Nane Germon : Junie
- Georgette Anys : la voisine de Clara
- Christian Marin : le tatoué
- Michel Vitold : Toussaint
- Saro Urzì : Carle
- Jacques Brunius : Jacques Borel
- Pierre Tornade
- Jean-Jacques Delbo
- Michel Charrel
- Valérie Boisgel
- Maria-Rosa Rodriguez
- François Nadal
- Gérard Chevalier
- Liliane Chadel
- René Bazart
- Eliane Florian
- Catherine Le Couey
- Régine Macchi
- Marcelle Lambert
- Claire Duval

## Appréciation critique
« Dans le cadre de ces paysages splendides, filmés pendant les quatre saisons, de nombreux acteurs jouent, avec des fortunes diverses, les difficiles paysans de Giono au langage trop symbolique. Charles Vanel et Hardy Kruger (doublé) sont les meilleurs avec Catherine Deneuve, très belle et très émouvante dans le rôle bref et difficile d'une aveugle, ange de douceur dans ce film de violence. »

— Robert Chazal, France-Soir, octobre 1965

### Revue de presse
- Jean-Elie Fovez, « Le Chant du monde », Téléciné no 126, Paris, Fédération des Loisirs et Culture Cinématographique (FLECC), décembre 1965, p. 41,  (ISSN 0049-3287)